# 제2 정당제 (미국)
제2 정당제(第- 政黨制, Second Party System)는 역사가 및 정치 과학자들이 1828년부터 1854년 간의 미국 정당 시스템을 가리키기 위해 사용하는 용어다. 이 시스템은 1828년부터 늘어난 유권자들의 투표 의식 및 그로 인해 나타난 높은 투표 수, 당파적 신문, 지지 정당에 대한 충성심 등이 특징이다.
주요 정당은 앤드루 잭슨이 이끄는 민주당과 공화당에서 온 헨리 클레이와 다른 잭슨의 반대파가 이끄는 휘그당이었다. 그 외에도 반메이슨당, 1840년의 자유당, 1848년과 1852년 사이의 자유지역당 등의 군소 정당들이 있었다. 제2 정당제는 제3 정당제 이전까지인 잭슨 시대의 정치적, 사회적, 경제적, 문화적 흐름을 반영하고, 형성해 나갔다.

## 같이 보기
- 미국의 정당

## 참고 문헌
- Blau, Joseph L. ed. Social Theories of Jacksonian Democracy: Representative Writings of the Period 1825-1850 (1947), 386 pages of excerpts
- Hammond, J. D. History of Political Parties in the State of New York (2 vols., Albany, 1842).
- Howe, Daniel Walker (1973). 《The American Whigs: An Anthology》. online